# Maïswortelknobbelaaltje
Het maïswortelknobbelaaltje (Meloidogyne chitwoodi) is een wortelknobbelaaltje, dat sinds de jaren 1980 in Nederland vooral op mais voorkomt, maar komt ook voor op suikerbieten, aardappelen en wortelen. Maar een overzicht van oude illustraties en oude exemplaren van Meloidogyne suggereert dat het mogelijk eerder in Nederland is gevonden (in de jaren 1930) en mogelijk aanwezig was gedurende de tussenliggende periode (OEPP)/ EPPO, 1991). Bij een lage besmettingsgraad veroorzaken ze kleine bobbels en pukkels onder de schil van de aardappelknollen. Het maïswortelknobbelaaltje is voor het eerst beschreven in de Pacific Northwest van de VS in 1980.
In de EU is Meloidogyne chitwoodi een quarantaine organisme.

## Beschrijving
De volwassen mannetjes en het tweede larvale stadium zijn langwerpige, beweeglijke dieren, die in het algemeen lijken op vrijlevende aaltjes. De vrouwtjes zijn kenmerkend peervormig, parelwit en sedentair. Het mannetje is 887-1268 µm lang en 22-37 µm breed en naar beide uiteinde iets taps toelopend. De afgeronde staart is 4,7-9,0 µm lang. Cuticulaire annules (cirkelvormige band gevormd door twee dwarse groeven in de cuticula met daardoor schijnbare segmentatie) zijn verschillend en zijn prominenter in de buurt van elk uiteinde. Het vrouwtje is 430-740 µm lang en 344-518 µm breed. Aaltjes van het tweede larvale stadium zijn 336-417 µm lang en 12,5-15,5 µm breed. De staart is 39-47 µm lang, bijna niet taps en doorzichtig. De eitjes zijn 79-92 µm lang en 40-46 µm breed.

## Levenscyclus

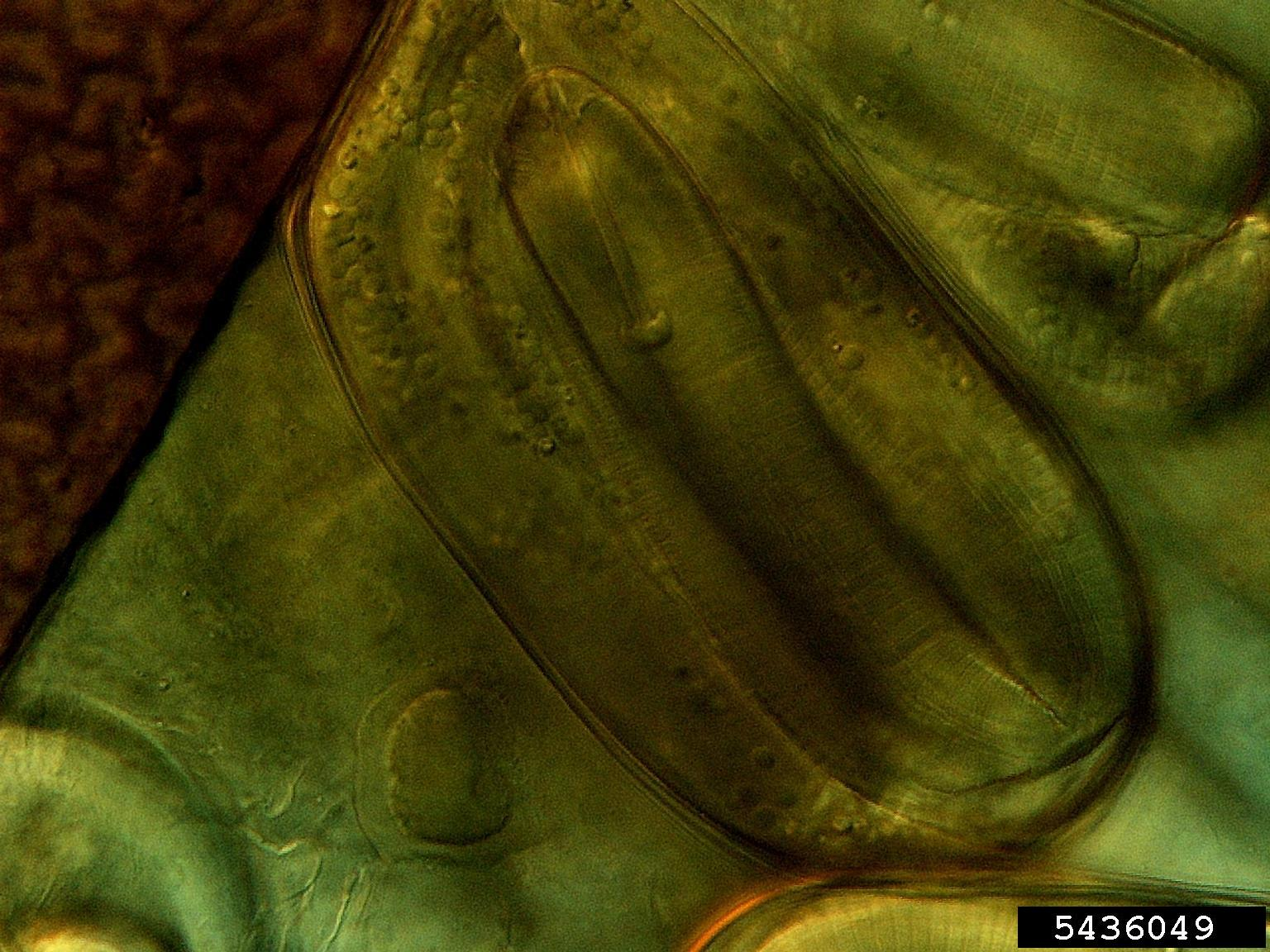
Eitje van een Heteroderidae-aaltje

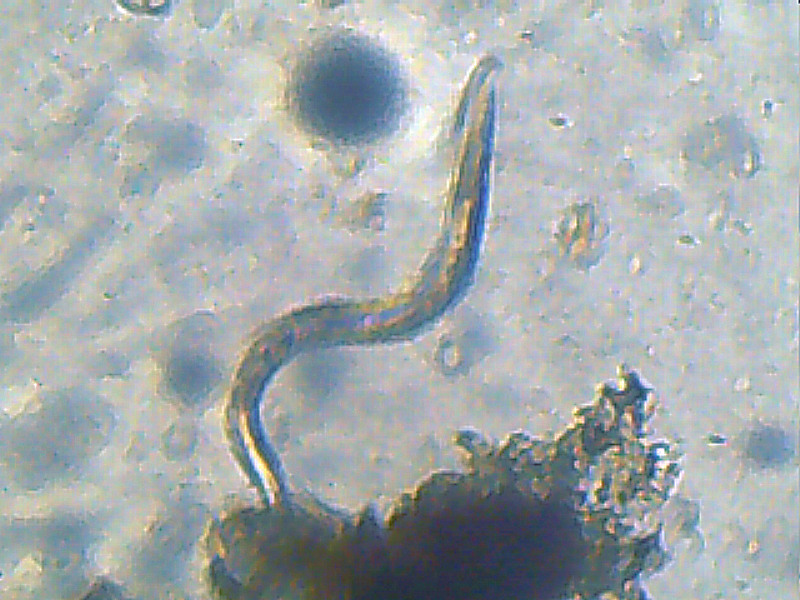
maiswortelknobbelaaltje op Wortel Amsterdamse Bak

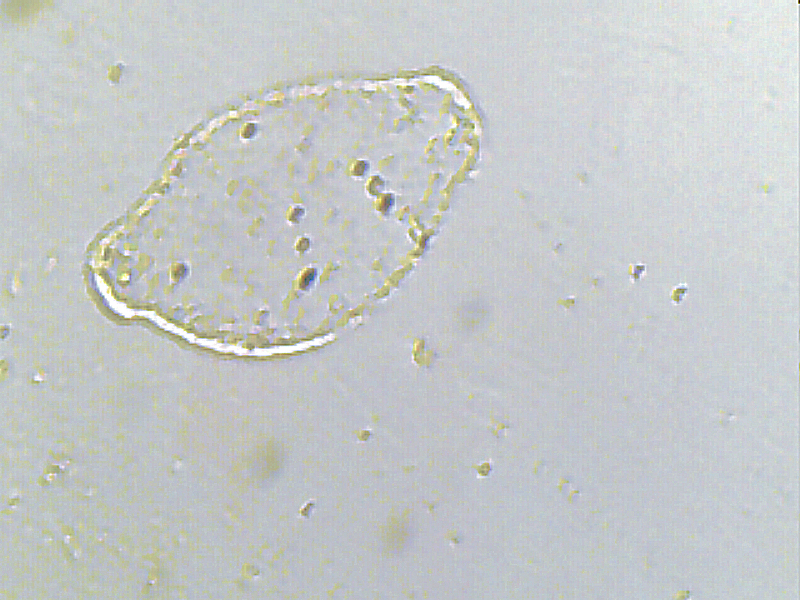
Vrouwelijk maiswortelknobbelaaltje op Wortel Amsterdamse Bak

Het maïswortelknobbelaaltje doorloopt vijf stadia in hun levenscyclus (eifase, vier larvale stadia en daarna volwassenheid). Ze overleven de winter in eitjes in de grond. Het eerste larvale stadium vindt plaats in het ei. Wanneer de eitjes uitkomen is het aaltje al in het tweede larvale stadium en gaat op zoek naar plantenwortels. Ze dringen het wortelstrekkingsgebied binnen en migreren in de wortel totdat ze een vaste verblijfplaats hebben gevonden. Signalen van de L2-aaltjes zorgen ervoor dat parenchymcellen in de buurt van de kop van het L2-aaltje meerkernig worden. voor het vormen van voedingscellen, algemeen bekend als reuzencellen, van waaruit de L2 en later de volwassen aaltjes zich voeden. Gelijktijdig met de vorming van reuzencellen, vormt het omringende wortelweefsel een gal (knobbel) waarin de zich ontwikkelende larve zit. De larven voeden zich met de reuzencellen met behulp van hun stilet ongeveer 24 uur nadat ze een vaste verblijfplaats hebben gevonden. Na verdere voeding ondergaan de L2-aaltjes morfologische veranderingen en worden ze bolvormig. Zonder verdere voeding vervellen ze drie keer en worden uiteindelijk volwassen. Bij vrouwtjes, die bijna bolvormig zijn, wordt de voeding hervat en ontwikkelt het voortplantingssysteem zich. De mannetjes kunnen zich vrij bewegen en verlatende de wortel nadat ze volwassen zijn geworden. De vrouwtjes leggen de eitjes in een gelatineuze massa geproduceerd door zes rectale klieren en afgescheiden voor en tijdens het leggen van de eieren. De gelatineuze massa vormt aanvankelijk een kanaal door de buitenste lagen van het wortelweefsel en omringt later de eieren, De gelatineuze massa vormt een barrière tegen waterverlies en zorgt door het hoge vochtgehalte dat de eieren niet uitdrogen. Naarmate de gelatineuze massa ouder wordt, verandert het van een kleverige, kleurloze gelei in een leerachtige, oranje-bruine substantie die gelaagd lijkt. Het ei bestaat uit één cel, met herkenbare volgende stadia van twee cellen, vier cellen en acht cellen. Verdere celdeling leidt tot het kikkervisjesstadium, waarbij door een verdere verlenging het eerste larvale stadium ontstaat. Het omhulsel van het ei bestaat uit drie lagen, met als buitenste laag de vitellinelaag, dan een chitine-achtige middelste laag en een binnenste laag bestaande uit lipiden. De vitellinelaag bestaat voornamelijk uit eiwitvezels, met eiwitreceptoren die nodig zijn voor de spermabinding die op hun beurt gebonden zijn aan spermaplasmamembraanreceptoren.
Nadat het eiomhulsel doorlaatbaar is geworden, kan de larve uit het ei komen met behulp van fysieke en/of enzymatische processen. Eitjes van de maïswortelknobbelaaltjes worden in het algemeen niet beïnvloed door de aanwezigheid van een gastheer, maar komen pas uit bij de juiste temperatuur en in aanwezigheid van water.

## Biologische bestrijding
Mortierella globalpina kan ingezet worden bij de biologische bestrijding van het maïswortelknobbelaaltje doordat het de schimmeldraden vasthecht aan de cuticula van het aaltje, deze doorboort en vervolgens de cellulaire inhoud van het aaltje verteert.